# Esteban Parro
Esteban Parro del Prado (Almorox, 28 de julio de 1951) es un político español del Partido Popular, alcalde de Móstoles entre 2003 y 2011 y senador por designación autonómica entre 2011 y 2015.

## Biografía
Nació el 28 de julio de 1951 en Almorox, provincia de Toledo. Concejal en el Ayuntamiento de Móstoles desde 1991, ocupó el puesto de alcalde de Móstoles —reemplazando al socialista José María Arteta— desde las elecciones municipales españolas de 2003 en las que su partido obtuvo el 45,88 % de los votos o, lo que es lo mismo, 14 concejales, que pasaron a 16 concejales en elecciones de 2007 con el 54,08 % y a 17 concejales en las Elecciones municipales de España de 2011 con el 55,92% de los votos. Es diplomado en Magisterio y fue profesor de Matemáticas en el colegio Balmes de la localidad madrileña. Está casado y tiene tres hijos.
Renunció a su cargo en diciembre de 2011; le sustituyó como alcalde Daniel Ortiz Espejo.
Diputado autonómico en la iv, v y ix legislaturas de la Asamblea de Madrid, fue senador en las Cortes Generales por designación autonómica de la Asamblea de Madrid entre el 15 de diciembre de 2011 y el 8 de junio de 2015.